# Bernard Deconinck
Bernard Deconinck   (Lilla, 26 d'abril de 1936 - Cavalhon, 14 d'abril de 2020) fou un ciclista amateur francès, que es va especialitzar en la pista. Va guanyar una medalla de plata al Campionat del món de Mig fons de 1959, per darrere del neerlandès Arie van Houwelingen.

## Palmarès
- 1955
  - 1r a la París-Ezy
- 1959
  -  Campió de França amateur en mig fons